# ワイアット・クロケット
ワイアット・クロケット（Wyatt Crockett 1983年1月24日 - ）は、ニュージーランド出身の元ラグビー選手。ポジションはプロップ(PR)。

## 人物
1983年1月24日、ニュージーランド、クライストチャーチで生まれる。

身長193cm、体重112kg。

## キャリア
ネルソン・カレッジ卒業、2002年、ラグビー19歳以下ニュージーランド代表、2004年には21歳以下代表に選出される。
2005年、ニュージーランド州代表選手権エアニュージーランドカップ(現ITM CUP)のカンタベリー州代表チームに入り、翌2006年にスーパー14(現スーパーラグビー)のクルセイダーズに入る。
2006、2007年と2年連続でジュニアオールブラックスに選出される。2009年、オールブラックスに初選出され、イタリア戦でデビュー。
2019年、トップリーグパナソニック ワイルドナイツ(現・埼玉パナソニックワイルドナイツ)に加入。
2020年、現役を引退した。

## リンク
- Crusaders profile
- All Blacks ID=1091
- Ultimate Wyatt Crockett
- Wyatt Crockett Rugby Union